# Jean de Renaud de Saint-Rémy
Pour les articles homonymes, voir Jean Renaud et Renaud (homonymie).
Jean de Renaud dit "Saint-Rémy" est un ingénieur militaire français, né à Saint-Rémy-de-Provence en 1497, mort à la suite de la bataille de Saint-Quentin en 1557.
Il est aussi désigné sous le nom de Jean Renaud de Saint-Rémy, Jean de Saint-Rémy, monsieur de Saint-Rémy, Jean Renaud d'Alleins.
Il est le fils de Gabriel de Renaud (parfois écrit Reynaud) et d'Anne de Séraffin. Gabriel de Renaud s'est désigné sous le nom de capitaine de Saint-Rémy, comme son second fils Pierre.

## Biographie
La famille de Renaud est une branche cadette de la famille d'Alleins qui s'est établie à Saint-Rémy-de-Provence au XVe siècle.
Brantôme le cite comme participant au siège de Naples, en 1528. Il a combattu dans le Piémont sous les ordres du maréchal de Vieilleville. Il a fait partie de l'armée de lansquenets commandée par Guillaume de Fürstenberg. Commissaire de l'artillerie, il a été parmi les cent gentilshommes de la Maison du roi.
Il a participé à la défense de la Provence, à Beaucaire et Tarascon, quand la Provence a été envahie par Charles Quint, en 1536 comme commissaire de l'artillerie à Beaucaire et Tarascon sous les ordres de Montmorency. En 1537, il a été nommé, avec éloges, par François Ier capitaine de la Tour Saint-Jean au port de Marseille. Puis il a participé aux opérations militaires en Picardie jusqu'en fin 1538. Il y a travaillé avec Antonio da Castello qui y est employé par François Ier pour améliorer les fortifications des villes de la frontière.
Il a fourni les plans pour la fortification de la ville de Guise. En 1544, il est à Bourg-en-Bresse, puis à Lyon, appelé par le gouverneur de la ville pour étudier un projet de renouvellement des fortifications de la ville. La même année, François Ier l'envoie à Chalon et Dijon inspecter l'état des défenses de ces deux villes et la possibilité d'y enfermer des vivres en prévision d'une attaque de l'empereur. Les fortifications bastionnées de Chalon ne seront cependant entreprises qu'un peu plus tard, en 1547, sous la direction de Bellarmato.
En 1545, il est nommé gouverneur de Granville en Normandie, puis il est promu commissaire général des fortifications.
L'invasion de la Provence par les armées de Charles Quint entre le 25 juillet et le 24 septembre 1536 a montré la faiblesse des défenses des places se trouvant à la frontière le long du Var. Après la reprise des hostilités, le traité de Cagnes daté du 16 novembre 1544 restitue les terres niçoises occupées par l'armée française au duc de Savoie, refaisant du Var une frontière qu'il faut mieux défendre. Entre 1544 et 1546, le roi François Ier donne des lettres de commission à Jean de Saint-Rémy pour étudier les fortifications de Provence « considerans que n'y pourrions envoyer personnage qui soyt pour mieux satisfaire a nostre desir volumpté et intentions que vous, par experience et bonne intelligence que vous avez esd. fortifications ». François Ier demande à Jean de Renaud de lui rapporter « les portraitz et dessaing… pour les veoir et sur le tout oyr et entendre vostre advis et rapport ». Comme le montrait une plaque gravée encastrée dans le flanc d'un bastion de Saint-Paul-de-Vence et qu'on pouvait encore lire en 1875, la construction des remparts bastionnés de Saint-Paul-de-Vence a commencé après la bataille de Cérisoles, en 1544. Cette campagne de construction s'est terminée au moment de la mort de François Ier, en 1547.
À Antibes, il a construit la tour Saint-Jacques et la tour Saint-Laurent, qui est devenue le Fort Carré.
Il a acquis des droits seigneuriaux à  Antibes, Cagnes et Loubet à une date inconnue. Ces droits ont été transmis à son frère cadet, Pierre.
Jean de Saint-Rémy a participé à la défense de Metz, en 1552. Le duc de Guise, qui commande les troupes françaises, l'a utilisé pour ses compétences dans le domaine des mines. Il écrit au cardinal de Lorraine : Sr. Remis ne s'endort poinct. Il écrit au roi que Saint-Rémy attendait l'ennemi avec ses contre-mines ayant juré ses bons dieux qu'il leur fera une fricassée de bon gout.
Il est envoyé ensuite en Provence pour étudier la fortification de Toulon.
En 1557, il est fait prisonnier après la bataille de Saint-Quentin et meurt prisonnier peu après.
Son frère, Pierre de Renaud de Saint-Rémy, seigneur de Saint-Tropez en 1553 par son mariage avec Catherine de Ceva, l'a fait inhumer en 1558 dans la chapelle familiale de la collégiale Saint-Martin à Saint-Rémy-de-Provence. C'est probablement ce frère qui a fait construire le petit bastion de l'enceinte de Saint-Tropez, en 1564, par des maçons venus d'Antibes.
Dans ses mémoires, le maréchal de Vieilleville le qualifie de « plus suffisant ingénieur en matières de fortification qu'on eust sceu trouver en toute l'Europe, qui redonde grandement à la gloire française, car les italiens s'attribuent la science des fortifications sur tout le reste de la chrétienté : encore, par une bonne desbordée, vantance et trop audacieuse présomption, ils s'en disent inventeurs ».

## Famille
Il a eu de son mariage avec Blanche de Gerente :
- Marguareta, en 1551, mariée avec Honoré de Bourilhon, sieur d'Aspremont,
- Sybille, en 1552, mariée avec Estienne de Bourilhon, puis avec François de Grimaldi, seigneur de Bueil
- Françoise, en 1554, morte avant 1561,
- François, en 1556
- Claude, en 1557